# ヴァシリッサ・オルガ (装甲艦)
ヴァシリッサ・オルガ（希: Βασίλισσα Όλγα, Vasilissa Olga）は、ギリシャ王立海軍の舷側砲門艦。艦名は、ギリシャ王ゲオルギオス1世の王妃オルガに因む。
1868年にチリから購入した。1897年に練習艦となり、1925年に解体された。

## 設計

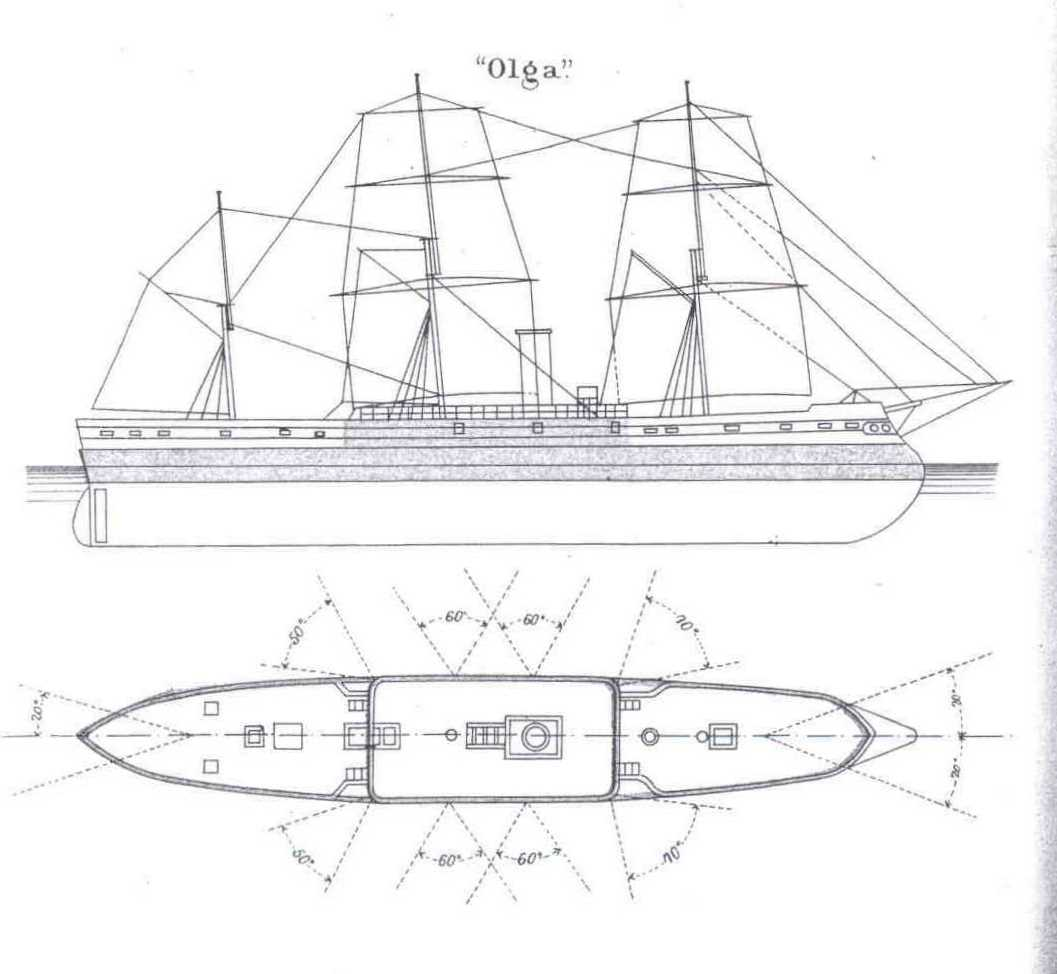
武装と装甲配置を示した図

「ヴァシリッサ・オルガ」の設計はオーストリア＝ハンガリー帝国海軍のカイザー・マックス級装甲艦が基になっている。
船体の基本形状は装甲艦と同じく艦首水面下に衝角をもつ平甲板型船体に3本のマストと中央部に帆走時には伸縮する1本煙突を持つ当時の一般的な装甲艦の形態である。
諸元は満載時で全長76.0m、全幅11.9m、喫水6.9m、排水量2,030トン。動力は単式蒸気機関で出力は1,950指示馬力 (1,450 kW)、推進器としてスクリュープロペラ1軸を備えており、最高速度は10ノット (19 km/h)。燃料として石炭240tを積載可能だった。
武装は舷側砲郭部にイギリスのアームストロング社製「22.9cm（13.9口径）前装式ライフル砲」を単装砲架で2基、他に「68ポンド（20.6cm）カノン砲」を単装砲架で10基を装備していた。1880年代に備砲を「アームストロング 1863年型 17cm（25口径）単装砲」4基と「アームストロング 1868年型 17cm（20口径）単装砲」2基へと更新し、近接戦闘用にオチキス社の3.7cm5連装回転式機砲（ガトリング砲）4基を甲板上に設置した。
水線面と砲郭部は厚さ5.9インチ (150 mm)、機関区と弾薬庫を守るボックス･シタデルには厚さ3.9インチ (99 mm) の装甲が施されていた。

## 艦歴
「ヴァシリッサ・オルガ」は元々、チリがオーストリア＝ハンガリー帝国のトリエステ造船所に発注していた艦だが、オスマン帝国海軍の装甲艦へ対抗する艦を求めていたギリシャが1868年12月に21万ポンドで契約ごと買い取ったものである。
1868年に起工し、1869年に進水、1871年に竣工・就役した。
1880年代に武装が改装され、1897年に砲術練習艦へ改造された。この改造の際、動力が複式機関に更新され、3本の帆走マストは2本のミリタリー・マストに換装された。
1925年に退役し、その後解体処分された。